# Aderus atriceps
Aderus atriceps es una especie de coleóptero de la familia Aderidae. Fue descrita científicamente por Maurice Pic en 1900 como un nomen novum para un ejemplar descrito como Xylophilus nigricollis por George Charles Champion en 1896.

## Distribución geográfica
Habita en Granada.